# Montchaude
Montchaude és un municipi francès situat al departament del Charente i a la regió de la Nova Aquitània. L'any 2007 tenia 518 habitants.

## Demografia

### Població
El 2007 la població de fet de Montchaude era de 518 persones. Hi havia 208 famílies de les quals 36 eren unipersonals (24 homes vivint sols i 12 dones vivint soles), 80 parelles sense fills, 80 parelles amb fills i 12 famílies monoparentals amb fills.
La població ha evolucionat segons el següent gràfic:
Habitants censats

### Habitatges
El 2007 hi havia 229 habitatges, 207 eren l'habitatge principal de la família, 9 eren segones residències i 13 estaven desocupats. Tots els 226 habitatges eren cases. Dels 207 habitatges principals, 176 estaven ocupats pels seus propietaris, 21 estaven llogats i ocupats pels llogaters i 10 estaven cedits a títol gratuït; 1 tenia una cambra, 8 en tenien dues, 17 en tenien tres, 55 en tenien quatre i 126 en tenien cinc o més. 184 habitatges disposaven pel capbaix d'una plaça de pàrquing. A 75 habitatges hi havia un automòbil i a 125 n'hi havia dos o més.

### Piràmide de població
La piràmide de població per edats i sexe el 2009 era:
| Homes | Edats   | Dones |
| ----- | ------- | ----- |
| 0     | 95 o +  | 0     |
| 0     | 90 a 94 | 0     |
| 0     | 85 a 89 | 0     |
| 4     | 80 a 84 | 0     |
| 12    | 75 a 79 | 0     |
| 4     | 70 a 74 | 12    |
| 20    | 65 a 69 | 16    |
| 8     | 60 a 64 | 20    |
| 20    | 55 a 59 | 4     |
| 16    | 50 a 54 | 32    |
| 24    | 45 a 49 | 32    |
| 24    | 40 a 44 | 24    |
| 20    | 35 a 39 | 20    |
| 16    | 30 a 34 | 16    |
| 24    | 25 a 29 | 0     |
| 16    | 20 a 24 | 12    |
| 8     | 15 a 19 | 32    |
| 32    | 10 a 14 | 12    |
| 8     | 5 a 9   | 16    |
| 4     | 0 a 4   | 12    |

## Economia
El 2007 la població en edat de treballar era de 351 persones, 261 eren actives i 90 eren inactives. De les 261 persones actives 239 estaven ocupades (128 homes i 111 dones) i 22 estaven aturades (9 homes i 13 dones). De les 90 persones inactives 41 estaven jubilades, 25 estaven estudiant i 24 estaven classificades com a «altres inactius».

### Ingressos
El 2009 a Montchaude hi havia 208 unitats fiscals que integraven 520 persones, la mediana anual d'ingressos fiscals per persona era de 18.129,5 €.

### Activitats econòmiques
Dels 16 establiments que hi havia el 2007, 1 era d'una empresa alimentària, 1 d'una empresa de fabricació d'altres productes industrials, 3 d'empreses de construcció, 3 d'empreses de comerç i reparació d'automòbils, 2 d'empreses de transport, 2 d'empreses financeres i 4 d'empreses immobiliàries.
Dels 4 establiments de servei als particulars que hi havia el 2009, 1 era un paleta, 1 guixaire pintor, 1 fusteria i 1 agència immobiliària.
L'any 2000 a Montchaude hi havia 32 explotacions agrícoles que ocupaven un total de 851 hectàrees.

## Equipaments sanitaris i escolars
El 2009 hi havia una escola elemental integrada dins d'un grup escolar amb les comunes properes formant una escola dispersa.

## Poblacions més properes
El següent diagrama mostra les poblacions més properes.